# Draconarius chaiqiaoensis
Draconarius chaiqiaoensis là một loài nhện trong họ Amaurobiidae.
Loài này thuộc chi Draconarius. Draconarius chaiqiaoensis được miêu tả năm 1997 bởi Zhang, Peng & Joo-Pil Kim.